# Liste der Naturdenkmale in Siegbach
Die Liste der Naturdenkmale in Siegbach nennt die auf dem Gebiet der Gemeinde Siegbach gelegenen Naturdenkmale. Sie sind nach dem Hessischen Gesetz über Naturschutz und Landschaftspflege (Hessisches Naturschutzgesetz – HAGBNatSchG) § 12 geschützt und bei der unteren Naturschutzbehörde des Lahn-Dill-Kreises (Abteil Umwelt, Natur und Wasser) eingetragen.
| Bild                          | Bezeichnung                                   | Ortsteil, Lage                               | Beschreibung | Art | Nr. |
| ----------------------------- | --------------------------------------------- | -------------------------------------------- | --- | --- | --- |
| Fotos hochladen               | Diabasklippe Oberndorf                        | Oberndorf 50° 45′ 23,4″ N, 8° 23′ 23,2″ O    | 12 m hoher Diabasfelsen, als Härtling herausgewitterter Teil eines submarinen Magmaergusses. Schutzgrund: Bedeutung für Wissenschaft und Lehre, erdgeschichtliche Bedeutung. |     | 114 |
| Fotos hochladen               | Galgenbaum Tringenstein                       | Tringenstein 50° 45′ 30,2″ N, 8° 24′ 42,8″ O | Einzelbaum, der Stamm ist in der Mitte gespalten. Umfang: ca. 4,60 m, Höhe: ca. 22 m Schutzgrund: kulturgeschichtliche Bedeutung, Eigenart. |     | 41  |
| mehr Fotos \| Fotos hochladen | Wilhelmsteine Wallenfels                      | Wallenfels 50° 46′ 56,3″ N, 8° 25′ 58,8″ O   | Eisenkiesel-Felsengruppe auf einer Fläche von ca. 2 ha, höchster Fels ca. 15 m hoch. Entstanden beim Ausfluss basaltischer Lava und der Bildung von Erzlagern im Oberdevon vor ca. 370 Mio. Jahren. Schutzgrund: Bedeutung für Wissenschaft und Lehre, erdgeschichtliche und kulturgeschichtliche Bedeutung. |     | 118 |
| Fotos hochladen               | Zwei Linden am Kirchberg Eisemroth            | Eisemroth 50° 44′ 3,1″ N, 8° 25′ 2,3″ O      | Einzelbäume, eine ältere und eine jüngere Linde |     | 111 |
| Fotos hochladen               | Zwei Rastbuchen an der Hohen Straße Oberndorf | Oberndorf 50° 44′ 55″ N, 8° 23′ 44,9″ O      | Zwei einzelstehende Buchen, tief ansetzende Kronen mit ausgeprägten Wurzelanläufen. Umfang: ca. 4,60 m, Höhe: ca. 18 m und 22,5 m Schutzgrund: Alter, Schönheit. |     | 115 |